# VC Traplust Neerpelt
VC Traplust Neerpelt was een Belgische voetbalclub uit Neerpelt. De club was aangesloten bij de KBVB met stamnummer 906. De club speelde in haar geschiedenis één seizoen in de nationale reeksen.

## Geschiedenis
VC Traplust Neerpelt werd opgericht in 1921. De club ontstond uit de eerdere club Boschvlinders Neerpelt. Na enkele jaren vriendschappelijke wedstrijden te hebben gespeeld, besloot men toe te treden tot de KBVB. Bij de toetreding op 21 januari 1927 kreeg de club stamnummer 906.
De club kon al snel opklimmen van Vierde provinciale naar de Bevorderingsreeksen (het latere Derde klasse) in 1933. Men speelde er maar één seizoen. Een voorlaatste plaats betekende degradatie. VC Traplust Neerpelt zou nog twee seizoen spelen in de provinciale reeksen. Uiteindelijk kampte de club met schulden waarna men besloot de club te ontbinden.

## Resultaten
| Seizoen | Klasse | Klasse | Klasse | Klasse | Klasse | Klasse | Reeks              | Punten | Opmerkingen                      |
|         | I      | II     | III    | P.II   | P.III  | P.IV   |                    |        |                                  |
| ------- | ------ | ------ | ------ | ------ | ------ | ------ | ------------------ | ------ | -------------------------------- |
| 1926/27 |        |        |        |        |        | 3      | Vierde Prov. Limb. | 25     |                                  |
| 1927/28 |        |        |        |        | 2      |        | Derde Prov. Limb.  | 28     |                                  |
| 1928/29 |        |        |        | 2      |        |        | Tweede Prov. Limb. | 32     | Derde in eindronde met 4 punten  |
| 1929/30 |        |        |        | 1      |        |        | Tweede Prov. Limb. | 39     | Tweede in eindronde met 9 punten |
| 1930/31 |        |        |        | 4      |        |        | Tweede Prov. Limb. | 34     |                                  |
| 1931/32 |        |        |        | 2      |        |        | Tweede Prov. Limb. | 37     |                                  |
| 1932/33 |        |        |        | 1      |        |        | Tweede Prov. Limb. | 44     |                                  |
| 1933/34 |        |        | 13     |        |        |        | Bevordering D      | 17     |                                  |
| 1934/35 |        |        |        | 8      |        |        | Tweede Prov. Limb. | 22     |                                  |
| 1935/36 |        |        |        | 14     |        |        | Tweede Prov. Limb. | 16     |                                  |